# Jason Becker
Jason Eli Becker (Richmond, 22 luglio 1969) è un chitarrista e musicista statunitense.
Nella sua breve ma intensa carriera da chitarrista raggiunse una grande popolarità nell'ambito della musica virtuosa, ma la sua ascesa venne bloccata dal suo stato di salute degenerante che lo costrinse infine alla paralisi a causa della sclerosi laterale amiotrofica, diagnosticatagli nel 1989.
Anche se non più capace di suonare la chitarra, Becker è tuttora in grado di comporre musica con l'aiuto del computer e con il sostegno di altri musicisti.

## Biografia
Jason già a 16 anni godeva di ottima fama come chitarrista tecnico-virtuoso, come componente dei Cacophony insieme a Marty Friedman, anch'egli chitarrista. Becker ha prodotto 2 album insieme ai Cacophony: Speed Metal Symphony (1987) e Go Off! (1988); e due da solista: Perpetual Burn (1988) e Perspective (1996) nel quale suona con la chitarra la sua ultima canzone Primal. A 20 anni fu chiamato a fare parte della band di David Lee Roth per prendere il posto di Steve Vai.  Nel 1990, durante delle prove, mentre si stava preparando per il tour cominciò a sentire una debolezza agli arti.
Gli fu diagnosticata la sindrome di Lou Gehrig nota anche come SLA, Amyotrophic Lateral Sclerosis, Sclerosi laterale amiotrofica, una malattia che colpisce il sistema motorio impedendone completamente il funzionamento; secondo i medici avrebbe avuto ancora dai 3 ai 5 anni di vita; per questo Jason fu costretto a lasciare il tour.
L'album al quale Jason Becker ha contribuito, A Little Ain't Enough (1991), vinse il disco d'oro e fu molto frustrante per Jason non poter suonare dal vivo le sue canzoni. In veste di produttore ha collaborato a The Raspberry Jams (1999) e The Blackberry Jams (2003), il primo conteneva varie tracce demo inedite e il secondo tracce demo che successivamente erano state rielaborate e pubblicate in altri album.
Nel 2001 per intercessione di Eddie Van Halen pubblica nuovamente Perspective, ma questa volta con la major Warner Bros. Records.
Nonostante la sclerosi laterale amiotrofica gli avesse tolto la capacità di suonare la chitarra, di camminare e anche di parlare, la sua mente rimase completamente lucida e aiutato da un computer continua a comporre musica e produce album con l'aiuto di altri musicisti. Dati i suoi deficit il padre ha elaborato un metodo che grazie a specifici movimenti degli occhi gli permette di comunicare. Sempre grazie al movimento degli occhi e ad un programma ideato dall'amico produttore Mike Bemesderfer può ancora oggi creare musica elaborando nota per nota una nuova creazione.
Le sue condizioni mediche sono stabili dal 1997.
Nel 2010 viene annunciato sul suo sito che il 22 novembre dello stesso anno prenderanno il via le riprese di Perpetual Burn: The Story of Jason Becker, un lungometraggio sulla vita del musicista ripercorsa attraverso interviste con Jason, la sua famiglia e amici, e con molti musicisti d'eccezione che hanno potuto lavorare con Jason nel corso degli anni. Il film conterrà anche dei video e immagini (dei metraggi) esclusive dei concerti di Jason Becker, a iniziare da Cacophony passando per il suo lavoro da solista, così come tantissime immagini e canzoni inedite degli archivi di Jason.
Nel 2018, grazie alla collaborazione di innumerevoli artisti tra i quali: Joe Satriani, Marty Friedman, Steve Vai, Neal Schon, Joe Bonamassa e molti altri, esce il nuovo disco Triumphant Heart. Il 6 aprile 2021 la madre annuncia che le condizioni fisiche di Jason sono peggiorate a causa di un'infezione batterica, ma il 12 aprile egli viene dimesso dell'ospedale dopo essere guarito.

## Lo stile
Come molti chitarristi neoclassici Becker si ispirò al lavoro del prodigioso violinista Niccolò Paganini: l'interpretazione del chitarrista del Capriccio Op.1 #5 è, se possibile, la più eloquente dimostrazione della sua maestria.
Molto famosa è anche la sua cover di Black Star di Yngwie Malmsteen: un video che circola su internet lo ritrae mentre la suona ad una rappresentazione scolastica con tanto di preside che si arrabbia per il volume troppo alto.
Becker è noto per la sua velocità di esecuzione ma, diversamente da altri chitarristi neoclassici, preferiva la melodia in completo assolo per poter mostrare le sue abilità avvicinandosi così ad un altro dei suoi principali ispiratori, Uli Jon Roth.
Musicalmente è cresciuto con Marty Friedman: insieme produssero molte canzoni e da lui fu molto influenzato mentre raggiungeva le più elevate vette della tecnica chitarristica; le loro linee melodiche rimangono tuttora un marchio inconfondibile e un esempio da studiare per una moltitudine di chitarristi.

## Discografia

### Cacophony
- 1987 – Speed Metal Symphony
- 1988 – Go Off!

### Solista
- 1988 – Perpetual Burn
- 1996 – Perspective
- 1999 – The Raspberry Jams
- 2003 – The Blackberry Jams
- 2008 – Collection
- 2018 – Triumphant Hearts

### David Lee Roth
- 1991 – A Little Ain't Enough
- 2001 – The Best of David Lee Roth

### Partecipazioni
- 1988 – Dragon's Kiss (con Marty Friedman)
- 1989 – Richie Kotzen (con Richie Kotzen)
- 1989 – High Gear (con Howe II)

### Tributi
- 2001 – Cosmosquad, Jam for Jason
- 2001 – Warmth in the Wilderness: A Tribute to Jason Becker
- 2002 – Warmth in the Wilderness Vol. 2 - A Tribute to Jason Becker

## Videografia
- The Legendary Guitar of Jason Becker